# “ ”(untitled)
『“ ”(untitled)』（アンタイトルド）は、日本のロック・バンド、SADSの4作目のオリジナル・アルバム。

## 概要
2002年4月12日にライブ会場限定、ファンクラブ通販限定で販売された完全自主製作盤。
2003年以降は入手不可能となり、一時期はプレミアがつき高値で取引されていたが2005年に発売されたボックス・セット『Sads Rare BOX「リクープ」』にも収録され、2007年3月28日に単独でbouncy recordsから一般発売された。
次作『13』に「ID POP (mix #2)」「FREEZE (mix #2)」「DEPRAVITY DAY (FOOL'S Version)」「AWAKE (mix #2)」を収録。
清春の4枚目シングル「Layra」に「SALOME」を再録・収録。
「AWAKE」は後に歌詞を若干変更し、再録され清春ソロのファンクラブ限定ライブ（2008年2月8日LIQUIDROOM ebisu・2月10日名古屋CLUB QUATTRO・2月16日大阪BIG CAT）で配布された。
「THANK YOU」は後に再録され『erosion』に収録された。

## 収録曲
| 全作詞: 清春、全編曲: Sads & 平出悟。 |                          |           |       |      |
| #                                     | タイトル                 | 作詞      | 作曲  | 時間 |
| 1.                                    | 「MAKING MOTHER FUCKER」 | 清春      | 清春  | 3:12 |
| 2.                                    | 「ID POP」               | 清春      | Sads  | 2:45 |
| 3.                                    | 「WHAT'S FUNNY?」        | 清春      | 清春  | 3:25 |
| 4.                                    | 「NOTHING」              | 清春      | Sads  | 4:22 |
| 5.                                    | 「FREEZE」               | 清春      | Sads  | 3:17 |
| 6.                                    | 「サロメ」               | 清春      | 清春  | 4:17 |
| 7.                                    | 「DEPRAVITY DAY」        | 清春      | Sads  | 3:02 |
| 8.                                    | 「GHOST」                | 清春      | 清春  | 3:18 |
| 9.                                    | 「GIRL IN RED」          | 清春      | 清春  | 3:42 |
| 10.                                   | 「AWAKE」                | 清春      | Sads  | 4:47 |
| 11.                                   | 「THANK YOU」            | 清春      | 清春  | 4:33 |
| 合計時間:                             | 合計時間:                | 合計時間: | 40:40 |      |